# Хосеп Мартінес
Хосеп Мартінес Рієра (ісп. Josep Martínez Riera, нар. 27 травня 1998, Альсіра, Іспанія) — іспанський футболіст, воротар італійського клубу «Інтернаціонале».

## Ігрова кар'єра

### Клубна
Хосеп Мартінес починав займатися футболом у своєму рідному місті Альсіра. Після чого у 2015 році приєднався до молодіжної команди «Барселони». У головній каталонській команді воротар не зміг пробитися до основи і в 2017 році був відправлений в «Лас-Пальмас», де два сезони виступав у дублюючому складі. З сезону 2018/19 Мартінес почав свої виступи в першій команді в Сегунді.
Влітку 2020 року Мартінес перейшов до німецького «РБ Лейпциг», підписавши з клубом контракт до 2024 року. Але стати основним воротарем іспанець не зумів, зігравши в основі клубу лише два матчі.
І влітку 2022 року був відправлений в оренду на весь сезон до італійського клубу «Дженоа», який виступав у Серії В. Разом з клубом воротар виборов право на підвищення до елітного дивізіону і в червні 2023 року воротар підписав з клубом контракт на повноцінній основі. Першу гру в Серії А Мартінес провів 19 серпня проти «Фіорентини».

### Збірна
У червні 2021 року в товариському матчі проти команди Литви Хосеп Мартінес дебютував у національній збірній Іспанії.

## Титули
РБ Лейпциг
 Переможець Кубка Німеччини: 2021/22